# Gloiosphaera globuligera
Gloiosphaera globuligera är en svampart som beskrevs av Höhn. 1902. Gloiosphaera globuligera ingår i släktet Gloiosphaera, divisionen sporsäcksvampar och riket svampar.   Inga underarter finns listade i Catalogue of Life.